# Fried Esterbauer
Fried Esterbauer (* 14. Mai 1941 in Innsbruck; † 2004) war ein österreichischer Rechts- und Politikwissenschaftler und Hochschullehrer.

## Leben und Wirken
Fried Esterbauer studierte Rechtswissenschaft, insbesondere Öffentliches bzw. Staatsrecht und Politikwissenschaft an der Universität Innsbruck. Nach seiner 1964 erfolgten Promotion habilitierte er sich 1974 an der Universität Innsbruck und lehrte dort zunächst als Privatdozent, ab 1981 als Universitätsprofessor am dortigen Institut für Öffentliches Recht, Finanzrecht und Politikwissenschaft.
In seinen Veröffentlichungen beschäftigte sich Esterbauer vor allem mit dem Wesen und Wandel des Föderalismus und Regionalismus sowie der Europäischen Integration, vor allem im Hinblick auf Österreich.

## Veröffentlichungen (Auswahl)
- Kriterien föderativer und konföderativer Systeme unter besonderer  Berücksichtigung Österreichs und der Europäischen Gemeinschaften (= Österreichische Schriftenreihe für Rechts- und Politikwissenschaft, Bd. 1). Braumüller, Wien 1976, ISBN 3-7003-0136-7 (= Habilitationsschrift Universität Innsbruck).
- (mit Reinhold Hinterleitner): Die Europäische Gemeinschaft und Österreich (= Veröffentlichungen der Österreichischen Sektion der CIFE, Bd. 2). Braumüller, Wien 1977, ISBN 3-7003-0145-6.
- Formen und Methoden transnationaler Raumplanung europäischer Grenzregionen (= Veröffentlichungen der Österreichischen Sektion der CIFE, Bd. 3). Braumüller, Wien 1977, ISBN 3-7003-0146-4.
- (Hrsg.): Föderalismus als Mittel permanenter Konfliktregelung (= Veröffentlichungen der Österreichischen Sektion der CIFE, Bd. 4). Braumüller, Wien 1977, ISBN 3-7003-0161-8.
- (Hrsg. u. Mitautor): Regionalismus. Phänomen, Planungsmittel, Herausforderung für Europa. Eine Einführung (= Veröffentlichungen der Österreichischen Sektion der CIFE, Bd. 5). Braumüller, Wien 1979, ISBN 3-7003-0205-3.
- (mit Erich Thöni): Föderalismus und Regionalismus in Theorie und Praxis. Grundlegende Erwägungen zur österreichischen Föderalismusdiskussion aus politik- und finanzwissenschaftlicher Sicht. Signum-Verlag, Wien 1981.
- (Hrsg., mit Winfried Lang): Integration und Kooperation in Nord und Süd. Lang, Bern u. a. 1988, ISBN 3-261-03841-1.
- Nationaler Freiraum in der Europäischen Gemeinschaft unter besonderer Berücksichtung Österreichs (= Veröffentlichungen der Österreichischen Sektion der CIFE, Bd. 11). Braumüller, Wien 1989, ISBN 3-7003-0810-8.
- (Hrsg.): Europäischer Regionalismus am Wendepunkt. Bilanz und Ausblick (= Veröffentlichungen der Österreichischen Sektion der CIFE, Bd. 12). Braumüller, Wien 1991, ISBN 3-7003-0907-4.
- Demokratiereform – Volkswahl der Regierung und Bundesstaatsreform. Braumüller, Wien 1991, ISBN 3-7003-0928-7.
- Einführung in die Politikwissenschaft. 2. Aufl. Leykam, Graz 1992, ISBN 3-7011-9054-2.
- Europäische Integration. Von den Anfängen zum Vertrag von Maastricht (= Veröffentlichungen der Österreichischen Sektion der CIFE, Bd. 13). Braumüller, Wien 1994, ISBN 3-7003-1049-8.
- Das politische System Österreichs. Einführung in die Rechtsgrundlagen und die politische Wirklichkeit. Leykam, Graz 1995, ISBN 3-7011-9069-0.
- Demokratische Leistungsfähigkeit des Föderalismus (= Veröffentlichungen der Österreichischen Sektion der CIFE, Bd. 14). Braumüller, Wien 2000, ISBN 3-7003-1347-0.